# RIM-2 Terrier
RIM-2 Terrier ist die Bezeichnung der ersten US-amerikanischen seegestützten Boden-Luft-Rakete mit mittlerer Reichweite.

## Entwicklungsgeschichte
Die 1947 eingeführte Terrier hatte einen Startschub von 2300 kgf. Sie bestand aus einer Startstufe und einer zweiten Stufe, welche die Lenksysteme und den Sprengkopf enthielt. Erstmals wurde die Terrier 1955 auf den Baltimore-Umbauten USS Boston (CAG-1) und USS Canberra (CAG-2) zu Testzwecken installiert. Die Terrier bildete die Grundlage für die späteren Flugabwehrraketen RIM-24 Tartar und RIM-66/67 Standard Missile.

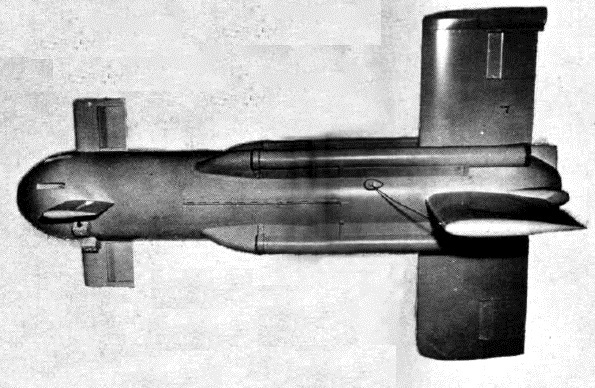
KAN-1 „Little Joe“ Flugabwehrrakete für den Kurzstreckenbereich (1947)

Für den Kurzstreckenbereich bis etwa 4 Kilometer entwickelte die US-Navy 1945–1947 die „Little Joe“ (KAN-1), eine Rakete mit Gleitflügeln, Festbrennstoffantrieb und Funkfernsteuerung.

## Modifikationen
Die Startstufe von ausgemusterten Terrier und Standard-Raketen wurde auch als Basis für verschiedene Höhenforschungsraketen verwendet. Hierfür wurde die Terrier mit diversen Oberstufen, wie der Asp, der Tomahawk oder der Orion, ausgestattet.
- Höhenforschungsraketen
  - Terrier/551
  - Terrier Asp
  - Terrier Asas
  - Terrier Lynx
  - Terrier Malemute
  - Terrier Nike
  - Terrier Oriole
  - Terrier Recurit
  - Terrier Sandhawk
  - Terrier Tomahawk